# Josip Alebić
Josip Alebić (né le 7 janvier 1947 à Hrvace et mort le 8 mars 2021 à Jesenice) est un athlète yougoslave (croate), spécialiste du 400 m.
Il remporte le titre du 400 m lors des Jeux méditerranéens.
Son meilleur temps est de 45 s 86 à Ankara le 11 septembre 1977. Il participe à la finale du relais 4 × 400 m lors des Jeux olympiques de Moscou, en 3 min 5 s 3.